# Strage di Domenikon
La strage di Domenikon si riferisce alla uccisione di circa 150 civili greci nella zona del villaggio di Domeniko, in Grecia, effettuata dal Regio esercito italiano durante l'occupazione della Grecia nel corso della seconda guerra mondiale. Essa fu giustificata dai militari come reazione e rappresaglia ad un'azione partigiana avvenuta nelle zone circostanti il villaggio.

## Avvenimenti
Nelle vicinanze di Domeniko, un piccolo villaggio della Grecia centrale situato in Tessaglia, il 16 febbraio 1943 un attacco partigiano contro un convoglio italiano provocò la morte di nove militi italiani delle Camicie nere. 43 greci, fra attaccanti e supposti fiancheggiatori, furono uccisi a seguito dell'azione.
Come ulteriore reazione il generale della 24ª Divisione fanteria "Pinerolo" Cesare Benelli ordinò la repressione dei civili del villaggio: centinaia di soldati circondarono il villaggio, lo distrussero e rastrellarono la popolazione, catturando tutti gli uomini di età compresa tra 14 e 80 anni. Essi furono caricati su furgoni militari per essere trasportati a Larissa, probabilmente in vista di un loro internamento. Sulla via però la colonna italiana fu raggiunta dall'ordine del comandante della Divisione Pinerolo di fucilarli sul posto. Nel cuore della notte, nei pressi del villaggio di Damasi si procedette alla fucilazione di 97 uomini. Furono risparmiati solo il Capo villaggio (insediato dagli stessi italiani nei primi mesi dell'occupazione), un suo fratello e un suo cugino, collaboratori degli italiani, che avevano promesso di segnalare i nominativi dei dirigenti delle bande ribelli.
Questo episodio non fu isolato: la storica Lidia Santarelli indica che esso fu il primo di una serie di violente azioni repressive attuate nella primavera-estate 1943. Dopo Domenikon seguirono altri eccidi in Tessaglia e nel resto della Grecia: 30 giorni dopo 60 civili fucilati a Tsaritsani e successivamente a Domokos, Farsala e Oxinià. La lotta ai ribelli secondo una circolare del generale Carlo Geloso, comandante delle forze italiane di occupazione, fu basata sul principio della responsabilità collettiva, secondo cui "per annientare il movimento partigiano andavano annientate le comunità locali".

### Il ricordo
L'evento, descritto in diverse pubblicazioni greche del dopoguerra, è tornato di attualità a seguito della ricostruzione effettuata nel documentario televisivo di Giovanni Donfrancesco La guerra sporca di Mussolini, andato in onda per la prima volta il 14 marzo 2008 su History Channel. Stathis Psomiadis, insegnante e figlio di una vittima, intervistato nel documentario, è stato uno dei promotori della ricostruzione dell'eccidio raccogliendo documenti e testimonianze di testimoni e superstiti.
In Italia il programma non è andato mai in onda sulla RAI, dichiaratasi "disinteressata al progetto", mentre è stato trasmesso il 3 gennaio 2010 su Rete 4.
Il 16 febbraio 2009, durante la cerimonia di commemorazione, l'ambasciatore italiano in Atene Gianpaolo Scarante ha chiesto scusa da parte dell'Italia ai familiari delle vittime e alla Grecia.

### Archiviazione
Nel 2019 è stata stabilita l'archiviazione da parte del GIP militare Elisabetta Tizzani, dopo una lunga indagine da parte del procuratore militare di Roma, Marco De Paolis: per 9 indagati su 11 in quanto deceduti, compreso il generale Angelo Rossi, comandante del III Corpo d'armata, e per i due ex capomanipolo, Penta e Morbiducci, a causa della loro mancata localizzazione.